# かふん昔ばなし
『かふん昔ばなし』（かふんむかしばなし）は、かふんによる日本の漫画作品。

## 概要
1990年代の小学校を舞台に“超弱い”主人公・かふんの様々なエピソードを描いたエッセイ風のショートコメディ漫画である。
元は作者自身のTwitterやブログで発表していたものが話題となり、2015年には加筆と再構成をした上でKADOKAWA・メディアファクトリーより単行本が刊行され、同年7月20日から2016年11月9日まで、『ComicWalker』にて連載された。
エッセイ漫画であるが、話の終わりには必ず「フィクションです」と注釈が入る。

## 登場人物

### 主要人物
かふん
本作の主人公。名前が示すように、作者自身がモデルとなっている。小学生であることが多いが、話によっては幼児や中学生以上の場合もある。なお、外見は他の登場人物に比べて極めてシンプルに描かれている。
気弱な性格で人見知り。さらには偏食家で虚弱体質、重度のアレルギー持ち。心身にダメージを受けるとよく嘔吐する。好物はマグロの刺し身。漫画やゲームが好きで、お気に入りの漫画作品は『ラブひな』である。
学校では、己の欲望や保身のために姑息な行動に走ったり悪知恵を働かせることが多いが、それらがオチで裏目に出て制裁されたり酷い目に遭うのがお約束となっている。
オカーサン
かふんの母親。家では「母」のロゴが入ったエプロンをよく着ている。息子と同じくゲーム好き。少々口は悪いが強くて頼れる母親であり、かふんはこの母に全く頭が上がらない。時おり、彼女を主人公としたエピソードが描かれる回もある。
霊感があり“色々なもの”が見えてしまうが、それらに物怖じするどころか逆に怒鳴って追い払うなど豪胆な人物。ご近所や親戚との人間関係トラブルも、まずは力技で解決しようとする。姑とは平然と毒舌合戦を繰り広げるなど良い関係（？）を築いている。
単行本第1巻のあとがきでは、息子に漫画への出演料を要求する姿が描かれている。
かふんの祖母（父方）
かふんと同居する祖母。ギョロッとした目が特徴。オカーサンとは嫁姑の関係である。世間体を気にする性格で、トラブルに弱くすぐに取り乱すため、オカーサンからは内心「うるさい」と思われている。
むやみやたらにご先祖様を信奉しており、先祖代々のしきたりや建造物をお構いなしに破壊しようとする嫁には手を焼いている。ただし、互いに言いたいことを包み隠さず言える間柄でもあり、関係は決して悪くはない。
かふんの祖母（母方）
オカーサンの実母で、離れた場所で町工場を経営している。少し耳が遠い。孫に出すおやつは決まってなぜか、オロナミンCとメロンボール（メロンの形をした氷菓）である。
虫歯予防のため歯間に正露丸を詰めることがあり、当然その時は口臭がきつい。

### かふんの小学校のクラスメイト
カゲ君（カゲくん）
イケメンな優等生男子で、クラスの人気者。本名は陽影ゆう（ひかげ ゆう）。かふんとは仲が良く、頻繁に遊んだり一緒に帰ったりしている。性格はやや潔癖なところがあり、特に“エロいもの”には拒否反応を示す。
水音いちづ（みずね いちづ）
ネズミに似た愛嬌のある顔をした女子で、ニックネームは『コラッタ』。いわゆるチクリ魔であり、日頃からクラスメイトの粗探しをしては先生に告げ口をしている。クラスの男子からは嫌われており、時々仕返しをされることがある。
名前は「ねずみ」と「チーズ」のアナグラムである。
美桐すみこ（みきり すみこ）
無口でおとなしい性格の女子。かふんとはそれほど仲が良いわけではないが不思議と縁があり、席がいつも隣同士になる。動物が好きで飼育委員を務めている。かふんが困っている時にはそっと手を差し伸べてくれるなど、優しい心の持ち主。
名前の由来は「隅っこで見切れている」ことから。
モミー
かふんの友人。男子。本名は『茂宮しげる』。いたずら好きのはっちゃけた性格で、人の家の冷蔵庫を勝手に開けるなど、行儀が悪い一面がある。お婆ちゃん子で、祖母に髪を切ってもらっている。
潟川（がたかわ）
かふんの友人。男子。ニックネームは『カッター』。いわゆる悪ガキでコラッタにしょっちゅう告げ口をされており、時々仕返しを試みる。病弱の妹がいる。
細井はやを（ほそい はやを）
かふんの友人。男子。家は裕福で高層マンションに住んでおり、たくさんの図鑑や最新のゲーム機を持っている。潟川とよく行動を共にしている。
大和（やまと）
男子。ニックネームは『トム』。よく担任の先生からお仕置きの『ケツピン棒』を喰らっている。
戸羽こがね（とば こがね）
女子。コウモリをかたどった髪飾りが特徴で、いつもニヒルな薄笑いを浮かべている。コラッタと並ぶチクリ魔であり、メモ用紙を彼女に渡して自分の代わりに告げ口をさせている。
倉州かりん（くらす かりん）
女子。黒髪のロングヘアー。いつも首からホイッスルをぶら下げている。かふんの弱みにつけ込んで自分に学級委員選挙の票を入れさせようとするなど、計算高い性格。コラッタとは微妙にライバル関係にある。
筒貫（つつぬき）
男子。マイペースな性格で、状況に関係なく質問攻めをしてくる。

### 教師
よしこ先生
かふんの通っていた幼稚園の女性教諭。美人だが、いつも疲れたような表情を浮かべている。口癖は「まあ大変」。
担任の先生
かふんのクラス担任を務める初老の男性教師。スキンヘッドで色黒、ボディビルダーのような筋骨隆々の体型をしている。温和な人柄だが、ひとたび本気を出すとヤンキー数名を瞬く間に成敗してしまうとてつもない戦闘力の持ち主で、生徒たちからは尊敬と畏怖を集めている。悪いことをした生徒への制裁用に、『ケツピン棒』と呼ばれる木の棒を携帯している（さらに威力の増した『鬼ケツピン棒』なる物も存在する）。
音楽の先生
眼鏡をかけポニーテールの髪型をした女性教師。本名は明かされていないが、生徒からは「樺（かば）先生」と呼ばれている。金切り声で怒鳴るなどヒステリックな性格で、特に男子からは嫌われている。

## 書誌情報
『ComicWalker』連載収録分からは、改題をして出版されている。
- かふん 『まんが かふん昔ばなし』 KADOKAWA・メディアファクトリー〈MFコミックス〉、全1巻
  1. 2015年7月31日第1刷発行、ISBN 978-4-04-067735-4
- かふん 『かふかふ世紀末～かふん昔ばなし～』 KADOKAWA・メディアファクトリー〈MFコミックス〉、全2巻
  1. 2016年3月31日第1刷発行、ISBN 978-4-04-068151-1
  2. 2016年11月30日第1刷発行、ISBN 978-4-04-068665-3

## その他
- 単行本の表紙には「昔話」に関連した女性キャラクター（鬼、かぐや姫など）が描かれているが、本編には登場しない。